# Route nationale 2 (Luxemburg)
Die Route nationale 2 (deutsch: Nationalstraße 2), kurz N2 oder im Volksmund besser als „Reimecher Stross“ bekannt, ist eine der wichtigsten Nationalstraßen im Großherzogtum Luxemburg und gleichzeitig Teil der . Sie war bis zur Inbetriebnahme der  die einzig zügig befahrbare Verbindung aus Luxemburg-Stadt in Richtung Saarland.
Die aktuelle Gesamtlänge beträgt ca. 22,1 km.

## Aktueller Verlauf
Die N2 führt vom Place des Bruxelles (Kreuzung mit den Nationalstraßen ,  und ) in Luxemburg (Stadt) quer durch die Innenstadt, über die Pont Adolphe, den Place de Metz weiter zum Boulevard de la Petrusse, bis zur Kreuzung mit der Al Avenue / Boulevard d'Avranches und den Boulevard Géneral Patton (Stadtteil Pulvermühle) aus der Stadt herauszuführen.
Nachdem die N2 die Alzette überquert hat, verläuft sie steil bergauf durch den Stadtteil Hamm (Hammer Dällchen) und mündet in den Turbokreisel Rober Schaffner (Irrgäertchen genannt), von wo aus Anschluss an die / und einen Seitenast der N2, die N  besteht.
Weiter verläuft die N2 in Richtung Sandweiler, durchquert die Orte Mutfort, dann mit einem starken Gefälle herunter zu den zur Gemeinde Bous-Waldbrediums zugehörigen Ortsteile Ersingen, Trintingen, Roedt und Assel bis kurz vor Bous. Über die Umfahrung Bous verläuft die N2 dann weiter bis nach Remich, wo sie sich mit der N  kreuzt, 100 Meter vor der Moselbrücke Anschluss an den Chemin Repris 152C und Anschluss an die N  besteht.
Hinter der Réimecher Bréck (Moselbrücke) geht die N2 bei Perl-Nennig in die Bundesstraße  in Richtung Saarbrücken über.

## Historische Entwicklung der N2
- Die Straße Luxemburg - Remich besteht seit 1843 als „Réimecher Strooss“. Ursprünglich als belgische „Grande route de deuxième classe“ erbaut, wurde sie nach Erlangung der luxemburgischen Unabhängigkeit als Nationalstraße gewidmet;
- 1857: in Remich wurde der Verlauf der Straße angepasst[1];
- 1862: Anpassung der Streckenführung von Roedt an Ersingen[2];
- 1863: Streckenanpassung zwischen Bous und Sandweiler[3];
- 1865: in Remich wird die steinerne Moselbrücke gebaut[4];
- nach 1865 ist zwischen Sandweiler und Bous eine neue Strecke durch das „Trentinger Tal“ in Betrieb genommen worden, die den früheren Vizinalweg Nr. 143 (Bous - Moutfort) ersetzte. Bis 1958[5] wurde die damalige Teilstrecke als N30 bezeichnet, aber dann in N2 umgewidmet;
- Anfang der 1950er-Jahre wurde die alte N2 in Clausen geschlossen, so dass die neue N2 über die Trasse der heutigen N  bis auf Höhe des Wasserreservoirs in Cents, und von dort aus nach Osten a Richtung Sandweiler verläuft. Wegen der Verlängerung der Landepiste des Flughafens Findel wurde die Straße seinerzeit verlegt;
- in den 1960er-Jahren wurde die Remicher Umfahrung (Contournement de Remich) gebaut und die Vizinalstraße wurde in eine Nationalstraße umkategorisiert;
- mit der Umklassifizierung des Straßennetzes im Jahre 1995 wurde die Trasse durch Remich erneut geändert. Die N2 verläuft seit diesem Zeitpunkt an über die Route de l'Europe anstatt über die bisherige Routenführung via Route de Luxembourg und d'Rue de la Gare. Die alte Strecke wurde zum Chemin Repis (CR) 152A umklassifiziert;
- die Ende der 1990er-Jahre fertiggestellte Umfahrung Bous und die am 8. Juni 2004 in Betrieb genomenene Umfahrung Sandweiler , führte mit dem Inkrafttreten des „Gesetzes vom 15. Dezember 2021[6] über die Reklassifizierung des Strraßennetzes“ zur teilweisen Abstufung des alten Verlaufs der N2 zum Chemin repris 185 und teilweise zur Gemeindestraße

### Seitenast N2A
Die N  ist eine 650 m kurze Verbindungsstraße zwischen den Nationalstraßen 2 und [[Nationalstraße 1 (Luxemburg)|]]; bis zum Jahr 1958 noch als CR 197 gewidmet.
Sie zweigt vom Turbokreisel „Robert Schaffner“ (wegen der vielen Ein- und Ausfahrten auch als Irrgärtchen bekannt) in Richtung Kalchesbrück (Rue de Kalchesbrück) und nach Cents (Rue de Cents) und führt weiter in östliche Richtung zum Flughafens Luxemburg-Findel.
Im Jahre 2002 wurde die bislang namenlose N  auf den Namen „Boulevard Nelson Mandela“ getauft.

## Bildergalerie

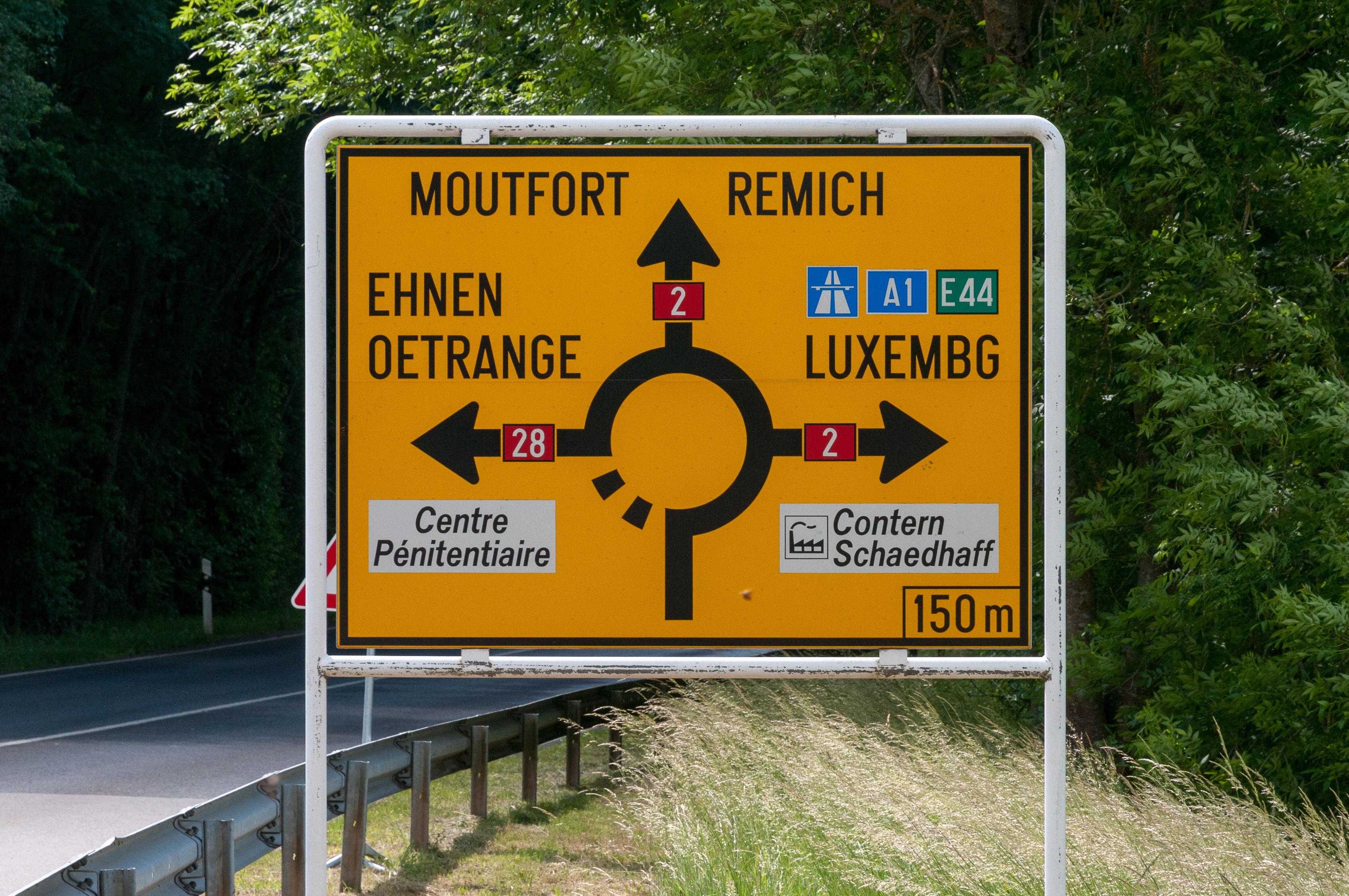
Wegweiser am Fliegerkreisel vor Sandweiler
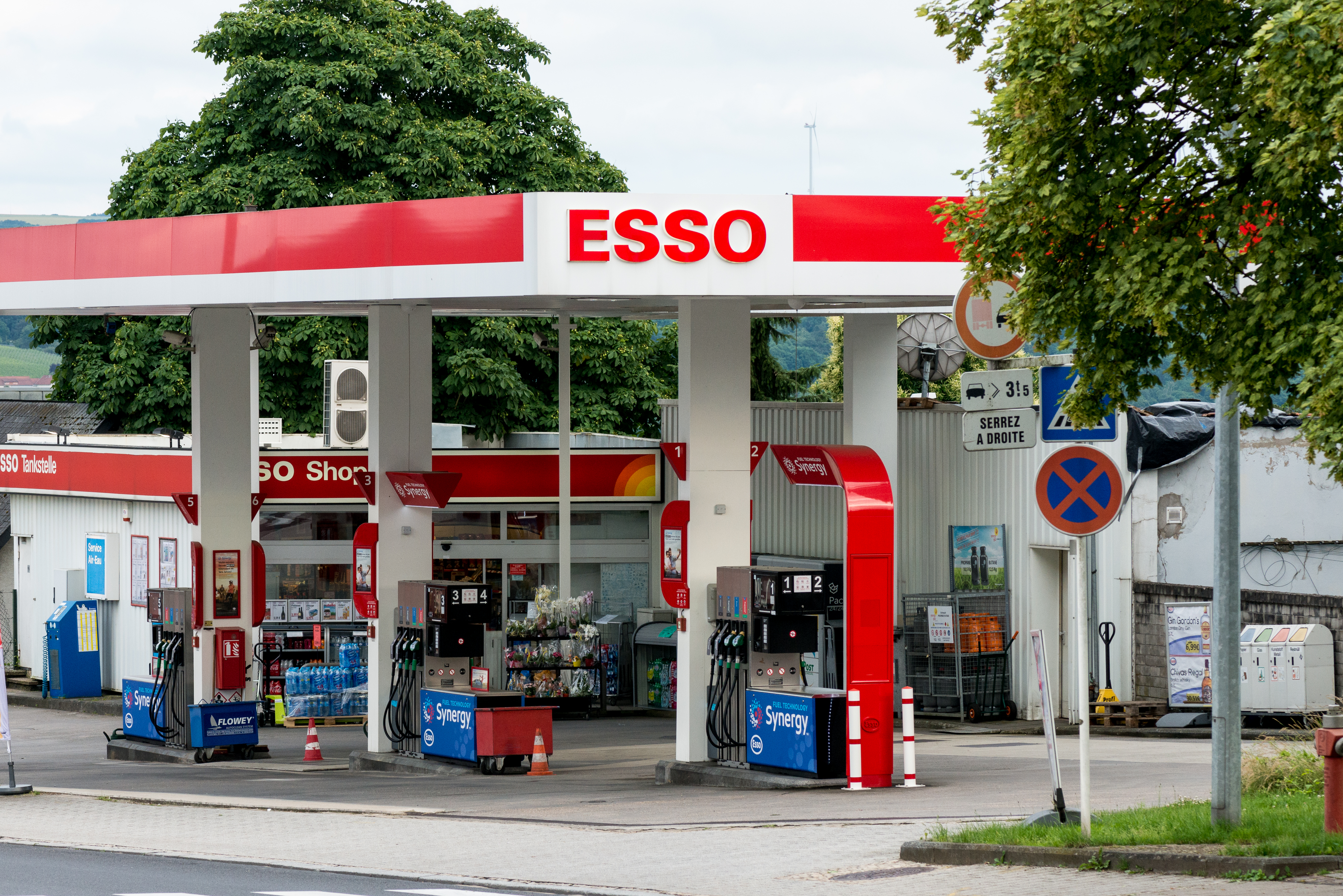
Eine der vielen Tankstellen an der Route de l'Europe in Remich kurz vor der Mosel